# بلوار کریم‌خان زند (تهران)

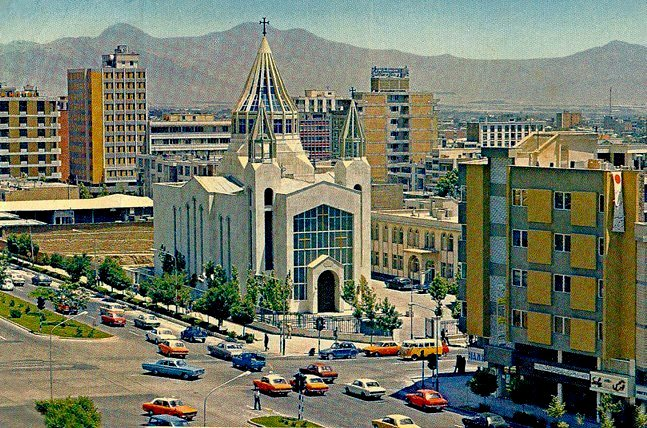
نمایی از کلیسای سرکیس مقدس در بلوار کریم‌خان زند، دهه پنجاه خورشیدی

بلوار کریم‌خان زند، یکی از خیابان‌های مهم و مرکزی تهران است. این خیابان در جهت شرقی-غربی در میان میدان  هفت تیر و میدان ولی‌عصر جای گرفته‌است.
از مراکز مهم این خیابان می‌توان به طلافروشی‌های در تقاطع خیابان ویلا و کتاب‌فروشی‌های سرشناس در نزدیکی میدان هفت تیر همچون نشر چشمه، نشر ثالث،
نشر ویستار،مرکز موسیقی بتهوون و نشر هنوز در نزدیکی میدان هفت تیر اشاره کرد.
از مراکز مهم دیگر این خیابان  می توان به کافه های این خیابان اشاره کرد.
بلوار کریم خان از طریق ایستگاه های مترو میدان ولیعصر در ابتدای آن و ایستگاه مترو هفت تیر در انتهای بلوار قابل دسترسی است.

## نامگذاری
این خیابان به افتخار کریم‌خان زند (وکیل الرعایا)، فرمانروای ایران در قرن ۱۲ هجری و بنیان‌گذار دودمان زندیه نام‌گذاری شده‌است.
این خیابان تنها خیابانی بود که از آغاز به نام یکی از پادشاهان پیشین ایران نامگذاری شده بودند و پس از انقلاب ۱۳۵۷ دچار تغییر نام نشد.